# Serină
Serina (prescurtată Ser sau S) este un aminoacid non-esențial  ce se găsește în Gliadina din grâu 0.1%, edestina din cânepă 6.3%, 6% în insulină, în proteine musculare 5,7% iar în  albumina din serul bovin 4,23% (calculat in procente, în raport cu conținutul procentual al azotunului proteic de 16%).
Serina poate fi considerată produs de substituție al alaninei. Serina a fost izolată pentru prima dată în anul 1865 din produsele de hidroliză ale proteinelor de către Cramer și structura ei a fost stabilită de E. Fischer în 1902, care reușește să o sintetizeze în laborator. Este un aminoacid cu o mare răspândire în macromoleculele proteice și se găsește în mari cantități în fibroină. 
Serina se întâlnește, de asemenea, în unele produse și sub formă  de ester fosforic, fosfoserina izolată din hidrolizatele acide ale cazeinei de către lipman, în anul 1933. Poziția grupării fosforice în cazeina naturală nu se cunoaște cu precizie. Se presupune că în această proteină există legături N-fosforice, care în cursul hidrolizei migrează cu formarea de legături O-fostorice. Fosfoserina a fost identificată și în unele enzime (fosforilaza, fosfoglucomutaza) și în histone, din care a fost izolată prin electroforeză, după hidroliză.

## Structura chimică

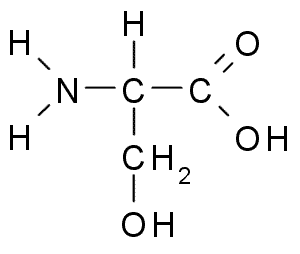
Formula structurală

Poziția grupării fosforice în cazeina naturală nu se cunoaște cu precizie. Se presupune că în această proteină există legături N-fosforice, care în cursul hidrolizei migrează cu formarea de legături O-fostorice. Fosfoserina a fost identificată și în unele enzime (fosforilaza, fosfoglucomutaza) și în histone, din care a fost izolată prin electroforeză, după hidroliză

## Proprietăți
Serina este o substanță optic activă deoarece prezintă în structura sa un alfa atom de carbon asimetric, putând exista sub forma celor 2 izomeri optici dextrogir (+), levogir (-) sau al amestecului lor racemic.Aminoacizii sunt substanțe solubile în apă, însa gradul de solubilitate este diferit de la un aminoacid la altul. Aceasta este influențată de prezența sărurilor. De regulă, aminoacizii sunt stabili în soluții apoase și încălzirea acestora în autoclave la o temperatură de 100-200 oC în decurs de 1/2-2 ore nu determină descompunerea lor. În soluție slab alcalină sau acidă serina este ușor solubilă. Cu toate acestea, după o anumită perioadă de timp, serina se descompune parțial. Aceasta suferă modificări chimice sau este racemizată.

## Metode de determinare
Pentru determinarea calitativă și cantitativă a serinei, cel mai vechi procedeu, astăzi este complet abandonat, a fost cel preconizat de E. Fischer și constă în esterificarea aminoacizilor și distilarea fracționată a esterilor. Cromatologia cu diversele ei variante ocupă astăzi un loc deosebit de însemnat în tehnica separării, identificării și determinării aminoacizilor și a serinei.   